# Idiophyes viridis
Idiophyes viridis es una especie de coleóptero de la familia Endomychidae.

## Distribución geográfica
Habita en Australia.